# N-(3,3-Difenilpropil)glicinamid
N-(3,3-Difenilpropil)glicinamid je agonist NMDA receptora.